# 銅川県 (山西省)
銅川県（どうせん-けん）は、中華人民共和国山西省にかつて存在した県。現在の忻州市西部に相当する。
隋代の開皇年間に設置された。大業初年に廃止されている。